# Buran

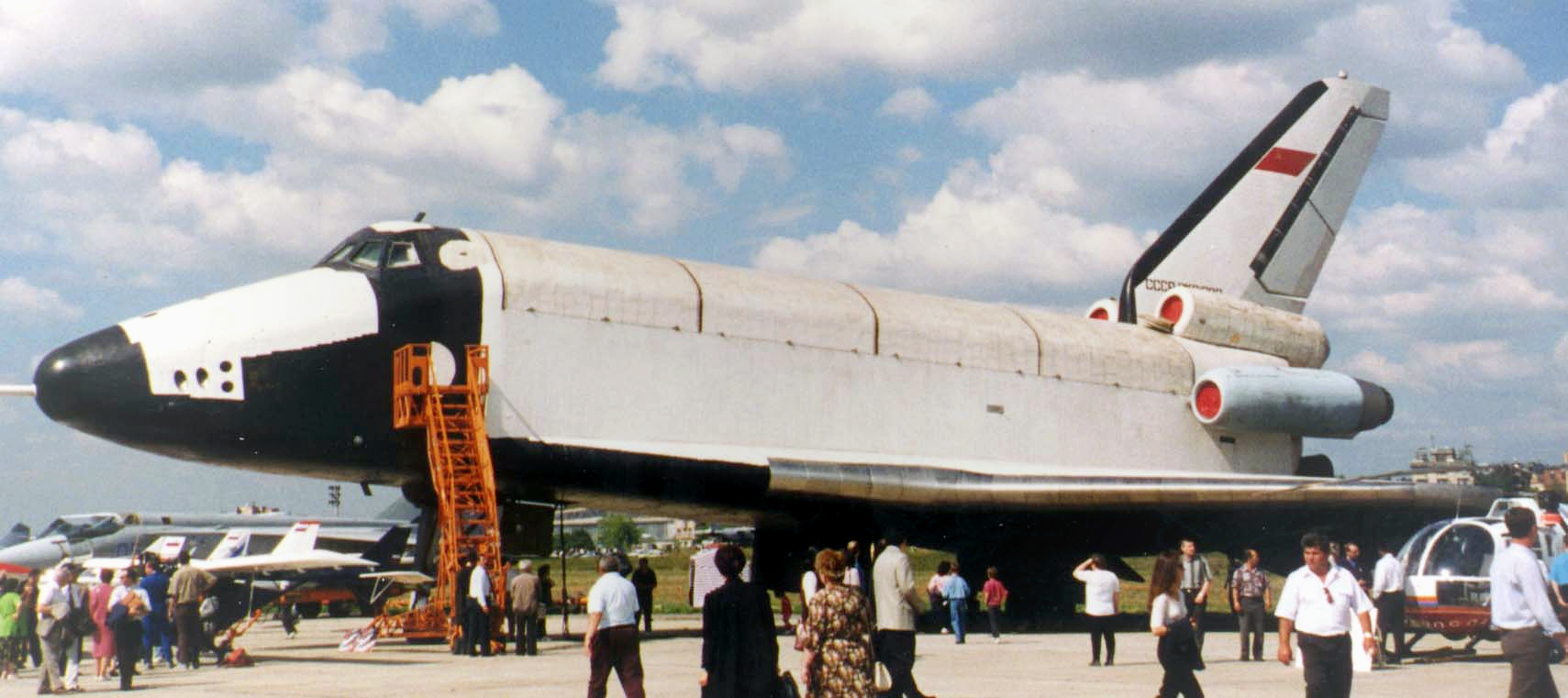
Protótipo do Buran OK-GLI em 1987.

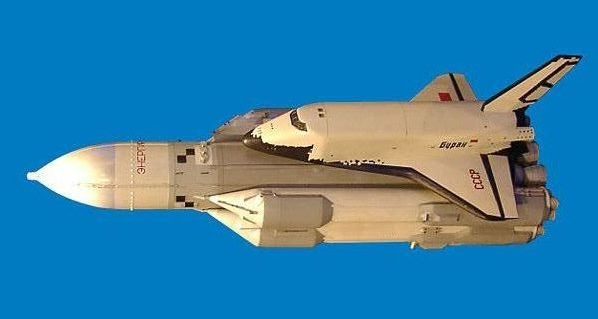
Modelo representando o Buran acoplado ao foguete Energia.

Buran, em russo Буран (nevasca), é um ônibus espacial (português brasileiro) ou vaivém espacial (português europeu) construído pelo programa espacial da União Soviética.
O primeiro da série foi inicialmente denominado ônibus espacial 1.01, sendo a primeira nave espacial reutilizável soviética, ou VKK (Vosdushno Kosmicheski Korabl). A construção do ônibus espacial foi uma resposta ao projeto do Ônibus Espacial (Space Shuttle), da agência espacial dos Estados Unidos (Nasa), que concebeu os veículos espaciais reutilizáveis.[carece de fontes?]
Para a URSS, o projeto americano tinha a finalidade de portar armas nucleares,[carece de fontes?] e contava com a capacidade única de poder fazer manobras no espaço, mudando o rumo e permitindo ataques imprevisíveis ao inimigo. Essa capacidade precisaria ser igualada pela União Soviética. 
Apesar do ceticismo em relação à concepção do veículo reutilizável pela indústria aeroespacial, o governo soviético autorizou a construção de um ônibus espacial em 1976.[carece de fontes?]
A construção do veículo só começou em 1980. Em julho de 1983, foi feito o primeiro teste, num voo suborbital. Nos anos seguintes foram feitos cinco voos com o modelo em escala do Buran. Em 1984, foram feitos os primeiros testes aerodinâmicos. O último teste aerodinâmico foi feito em abril de 1988, completando 24 voos de testes.[carece de fontes?]
O Buran só foi ao espaço duas vezes, no voo suborbital de julho de 1983, e no dia 15 de novembro de 1988. Ele foi impulsionado pelo poderoso foguete Energiya, partindo do Cosmódromo de Baikonur, no Cazaquistão. O voo foi totalmente automático e sem astronauta, guiado por controle remoto e pelo sistema de computadores. O sistema de sustentação do ônibus espacial não foi testado, o que obrigou os engenheiros a realizarem um voo sem tripulação.[carece de fontes?]
A duração da missão foi de 1 hora e meia, completando duas órbitas em torno da Terra[carece de fontes?]. O veículo ficou a uma distância de 256 quilômetros da superfície terrestre. O curto voo foi o resultado da pouca capacidade de memória dos computadores do Buran. O software estava programado para controlar o lançamento, as atividades em órbita e o pouso. A limitação obrigou os engenheiros a programar o veículo espacial a realizar duas voltas em torno da Terra.[carece de fontes?]
Apesar do primeiro voo não ter sido tripulado, o desempenho da nave causou otimismo no programa espacial soviético. Das 38 mil placas protetores de calor que protegiam o Buran, somente cinco se desprenderam do veículo.[carece de fontes?]
Porém, o financiamento para o projeto espacial foi cortado. Apesar de o projeto só ter sido cortado oficialmente em 1993 pelo presidente russo Boris Yeltsin, o trabalho para a construção dos veículos fora paralisado bem antes dessa data. Outros veículos estavam em construção. O Ptichka (passarinho, em russo) foi programado para ser concluído em 1990. Outro estava programado para ser concluído em 1992.[carece de fontes?]

## Destino final
O programa VKK foi oficialmente encerrado em 1995, desde então o Buran 1.01 ficou estocado no hangar MIK 112 do Cosmódromo de Baikonur até ser movido para um pátio para abrir espaço, mas foram posteriormente levados ao MIK 112 novamente.
O Hangar MIK 112 devido ao sucateamento e abandono desmoronou-se em maio de 2002, durante uma manutenção, matando 7 trabalhadores e destruindo o Buran e Energia que estavam armazenados no local.

## Protótipos e exposições em museus
Dois protótipos do Buran foram recentemente restaurados do Cosmódromo de Baikonur, o protótipo OK-GLI está no Museu da Tecnologia de Speyer, na Alemanha. O segundo protótipo OK-TVA foi restaurado e hoje forma um pequeno museu sobre o programa espacial soviético, sendo um das principais atrações do Gorky Park, em Moscou. Em 2008, um terceiro protótipo do Buran, o Buran 2.01, que estava na fábrica de Tushino, em Moscou, foi adquirido pelo museu de Speyer, que será preservado.